# Vittorio Foa

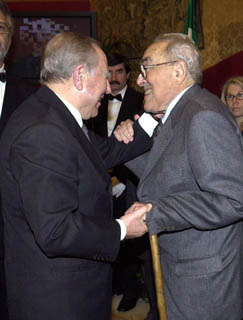
Vittorio Foa (rechts) mit Carlo Azeglio Ciampi, 31. Januar 2001

Vittorio Foa (* 18. September 1910 in Turin; † 20. Oktober 2008 in Formia, Provinz Latina) war ein italienischer Politiker (Pd’A, PSI, PSIUP, PdUP), Widerstandskämpfer gegen den Faschismus, Gewerkschaftsfunktionär, Journalist und Historiker. Er gehörte 1946 bis 1948 der verfassunggebenden Versammlung, von 1953 bis 1968 der Abgeordnetenkammer und von 1987 bis 1992 dem italienischen Senat an.

## Leben
Er wurde in eine piemontesische kleinbürgerliche Familie jüdischer Herkunft geboren. Sein Großvater väterlicherseits war Rabbiner. Vittorio Foa und seine Familie waren hingegen vollkommen assimiliert.
Während seiner Banklehre begeisterte er sich für die politischen Ansichten von Giovanni Giolitti. 1930 wurde er Offizier in der italienischen Armee im Regiment seines Freundes Umberto von Savoyen, des italienischen Kronprinzen. Von 1931 bis 1933 studierte er in Turin Rechtswissenschaft.
1933 trat er in die antifaschistische Bewegung Giustizia e Libertà ein. Am 15. Mai 1935 wurde er in Turin nach einer Anzeige eines Vertrauensmanns der OVRA verhaftet, vor dem Tribunale speciale per la difesa dello stato angeklagt und 1935 zu 15 Jahren Gefängnis wegen „Mitgliedschaft in einer subversiven Vereinigung und subversiver Propaganda“ verurteilt. Er teilte die Zelle mit Ernesto Rossi, Massimo Mila und Riccardo Bauer und wandte sich in der Haft dem Liberalismus von Benedetto Croce zu.
Nachdem er im August 1943 aus dem Gefängnis in Castelfranco Emilia entlassen worden war, beteiligte er sich am Widerstand der fazzoletti verdi („Grüne Halstücher“). Im September 1943 trat er der liberal-sozialistischen Partito d’Azione (Pd’A) bei und vertrat diese mit Ugo La Malfa, Emilio Lussu, Altiero Spinelli und 1945 Oronzo Reale im Comitato di Liberazione Nazionale.
1945 heiratete er Lisa Giua, das Paar bekam drei Kinder, darunter die Historikerin Anna Foa (* 1944) und der Journalist Renzo Foa (1946–2009).

## Politische Karriere ab 1945
Bei der Wahl zur Verfassunggebenden Versammlung am 2. Juni 1946 erhielt er für die Pd’A einen Sitz. Nach der Auflösung der Pd’A 1947 wechselte er zur Partito Socialista Italiano, für die er 1953 in die Abgeordnetenkammer gewählt wurde. Dieser gehörte er während drei Legislaturperioden bis 1968 an. Foa gehörte zum linken Flügel der PSI, der eine Zusammenarbeit mit den regierenden Christdemokraten ablehnte und sich deshalb 1964 als Partito Socialista Italiano di Unità Proletaria (PSIUP) abspaltete.
1948 trat er in die Metallarbeitergewerkschaft Federazione Impiegati Operai Metallurgici (FIOM) ein, im Oktober 1949 wurde er im Gewerkschaftsbund Confederazione Generale Italiana del Lavoro (CGIL) Stellvertreter des Generalsekretärs Giuseppe Di Vittorio. Von 1955 bis 1957 führte er die FIOM als nationaler Sekretär zusammen mit Agostino Novella. Er gehörte der Führung der CGIL bis zu seinem Rücktritt 1970 an.
1959 arbeitete er bei der Zeitschrift Passato e presente. Anschließend trug er zur Theoriebildung von Arbeiterautonomie bei. 1961 saß er in der Redaktion der Quaderni Rossi, welche von Raniero Panzieri herausgegeben wurden. Von 1966 bis 1968 arbeitete er in der Redaktion der Zeitschrift La Sinistra und ab 1969 für Il Manifesto, wo er bis 1970 Mitherausgeber war.
Als sich die Mehrheit der PSIUP nach ihrer Niederlage bei den Wahlen 1972 der Kommunistischen Partei Italiens (PCI) anschloss, ging Foa diesen Schritt nicht mit und gründete stattdessen die Nuovo PSIUP. Diese schloss sich im November 1972 mit einem Teil des aus der Neuen Linken hervorgegangenen Movimento Politico dei Lavoratori zur Partito di Unità Proletaria (PdUP) zusammen, zu deren Führungspersonen Foa zählte. Im Juli 1974 vereinigte sich die PdUP mit der politischen Gruppe von il manifesto und nannte sich PdUP per il comunismo (diesen Namensbestandteil lehnte Foa ab). Die Partei trat zu den Parlamentswahlen 1976 auf einer gemeinsamen Liste linksradikaler Organisationen unter der Bezeichnung Democrazia Proletaria an. Diese Liste gewann sechs Sitze im Parlament, von denen einer Foa zugestanden hätte, er verzichtete aber zugunsten eines anderen Kandidaten auf das Mandat und schied aus dem Parlament aus. Mit Aldo Natoli und Antonio Landolfi plädierte er für die Freilassung von Fabrizio Panzieri, der im Zusammenhang mit dem Mord an dem rechten Studenten Mikis Mantakas im Jahr 1975 zu acht Jahren Haft verurteilt worden war. Ab 1977 schrieb Foa für den Quotidiano dei lavoratori, die Zeitung der linksradikalen Avanguardia operaia. Im Januar 1980 hielt Foa seine letzte Rede als Parteipolitiker auf dem Kongress der Democrazia Proletaria. 
Nach seinem Ausscheiden aus der Gewerkschaftsführung widmete sich Foa der Geschichtsforschung, namentlich der Geschichte der Arbeiterbewegung und der italienischen Sozialgeschichte im 20. Jahrhundert. Von 1973 bis 1975 lehrte er außerdem als Dozent an der Wirtschaftswissenschaftlichen Fakultät der Universität Modena. An der Universität Turin lehrte er zeitweilig Zeitgeschichte. 1983 kehrte er zur CGIL zurück und übernahm die Leitung des gewerkschaftseigenen Instituts für Wirtschafts- und Sozialforschung (Istituto di Ricerche Economiche e Sociali, IRES).
Am 15. Juni 1987 wurde als parteiloser Kandidat auf der Liste der Kommunistischen Partei Italiens (PCI) in den Senat gewählt. Dort saß er zunächst in der Fraktion Sinistra indipendente („unabhängige Linke“). 1990 stimmte er für eine Beteiligung der italienischen Streitkräfte am Golfkrieg. Nach der Umwandlung der PCI in die Partito Democratico della Sinistra (PDS; Demokratische Linkspartei) Anfang 1991 schloss sich Foa bis zum Ende der Legislaturperiode im folgenden Jahr deren Senatsfraktion an.